# Leitra

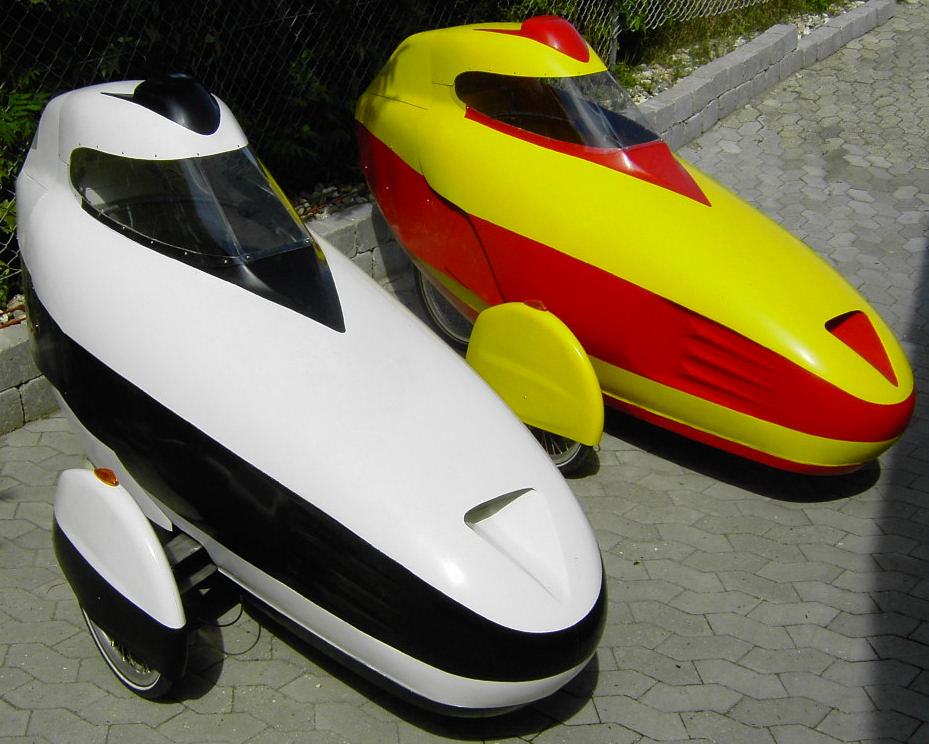
Leitra velomobil

Leitra egy dán cég, az azonos nevű velomobil gyártója.
Az 1930-as és 40-es években Svédországban a Fantom nevű kétszemélyes, négykerekű velomobilt tervrajzként hoztak forgalomba. Sok ezer sorozat barkácsdokumentum került eladásra, de valójában nagyon kevés (kb. 10 db) jármű épült meg. A burkolat rétegelt lemezből készült.
Az 1978–79-es olajsokk inspirálta Carl Georg Rasmussent, a dán mérnököt és pilótát, hogy tervezze meg és készítse el az első tényleges járművet.  Egy tadpole elrendezésű fekvő tricikli teljes üvegszálas védőburkolattal készült el, és Leitrának nevezték (dánul: Let individuel transport, jelentése: „könnyű egyéni szállító”).

## A cégről
Carl Georg Rasmussen kezdetben tíz befektetővel – főként barátokkal és vételi szándékkal rendelkező ügyfelekkel – korlátolt felelősségű társaságot alapított. Kezdeti finanszírozása egy részét más ügyfelektől kapta, akik nem akarták kockáztatni a társaságba történő közvetlen befektetést, de előzetes megvásárlásra készek voltak. Ez lehetővé tette Rasmussen számára, hogy 1983-ban elkezdje kezdetnek tizenkét Leitra megvalósítását. 

## A Leitra velomobilról
A Leitra háromkerekű, nem motorizált jármű, amelyet ingázáshoz, vásárláshoz, könnyű áruk szállításához, pihenéshez és túrához terveztek. A nemzetközi terminológiában az ilyen típusú gépjárművet velomobilnak nevezik. Gyors, de nem kifejezetten versenyzésre tervezték. 
Az ilyen teljes burkolatú tricikli tervezésének elsődleges szempontjai a következők voltak:
- a normál forgalomban biztonságos legyen,
- a kerékpározás kényelmes legyen hideg, szeles és nedves időben,
- elégséges teher szállítására legyen képes a túrához és a vásárláshoz,
- megbízhatóság a napi működésben – télen is.

Kedvező időjárás esetén a burkolat pillanat alatt eltávolítható egy lábujjal aktiválható kapcsolóval. A két csomagtartó szerszám nélkül is gyorsan eltávolítható. 
1982-ben a dán hatóságok által végzett alapos tesztek után a Leitrát általános használatra jóvá hagyták. A jóváhagyást azzal a feltétellel adták meg, hogy a sofőr képes legyen akadálytalan karjelzéseket adni a forduláshoz és megálláshoz. Ez magyarázza a jellemző nyitott burkolat kialakítását, mindkét oldalán puha szövettel. A dán hatóságok szintén engedélyezték a beépített visszapillantó tükör kialakítását a burkolat tetején. 
Az első Leitra 1980-ban épült. 1982 óta sikeresen részt vett számos nehéz rallin Európában, például a Trondheim–Oslo (1983) és a Párizs–Brest–Párizs (1987). Bebizonyította, hogy valóban praktikus jármű a távolsági túrákhoz. Több millió kilométert tettek meg személyi sérülések nélkül. 
2015-ig kb. 260 Leitrát gyártottak. A gyártás megrendelés alapján történik, mivel az egyes Leitrákat egy adott ügyfél igényei szerint gyártják, jelenleg évente körülbelül egy Leitrára csökkent a termelés, de a felújítás és a javítás folyamatos azokon velomobiloknál, amelyek visszavisznek a vállalat Koppenhága külvárosában, Herlevben működő műhelyébe. 
2013-ban megkezdődött a Leitra Wildcat fejlesztése – leszerelhető váz, amely bármely típusú fekvő triciklihez illeszthető. Jelenleg a Steintrike Nomad, a Terratrike, a TW Bent és a Leitra Sport típusok vannak adaptálva a Wildcat védőburkolatához. 

## Fordítás
Ez a szócikk részben vagy egészben  a   Leitra című angol Wikipédia-szócikk ezen változatának fordításán alapul.  Az eredeti cikk szerkesztőit annak laptörténete sorolja fel. Ez a jelzés csupán a megfogalmazás eredetét és a szerzői jogokat jelzi, nem szolgál a cikkben szereplő információk forrásmegjelöléseként.

## Külső linkek
- A Leitra hivatalos oldala Vagy, ha elérhetetlenné válik, akkor a web.archive.org másolatok
- Hivatalos Facebook-oldal